# Anosia camorta
Anosia camorta är en fjärilsart som beskrevs av Evans 1932. Anosia camorta ingår i släktet Anosia och familjen praktfjärilar. Inga underarter finns listade i Catalogue of Life.